# Barbara Schöbi-Fink

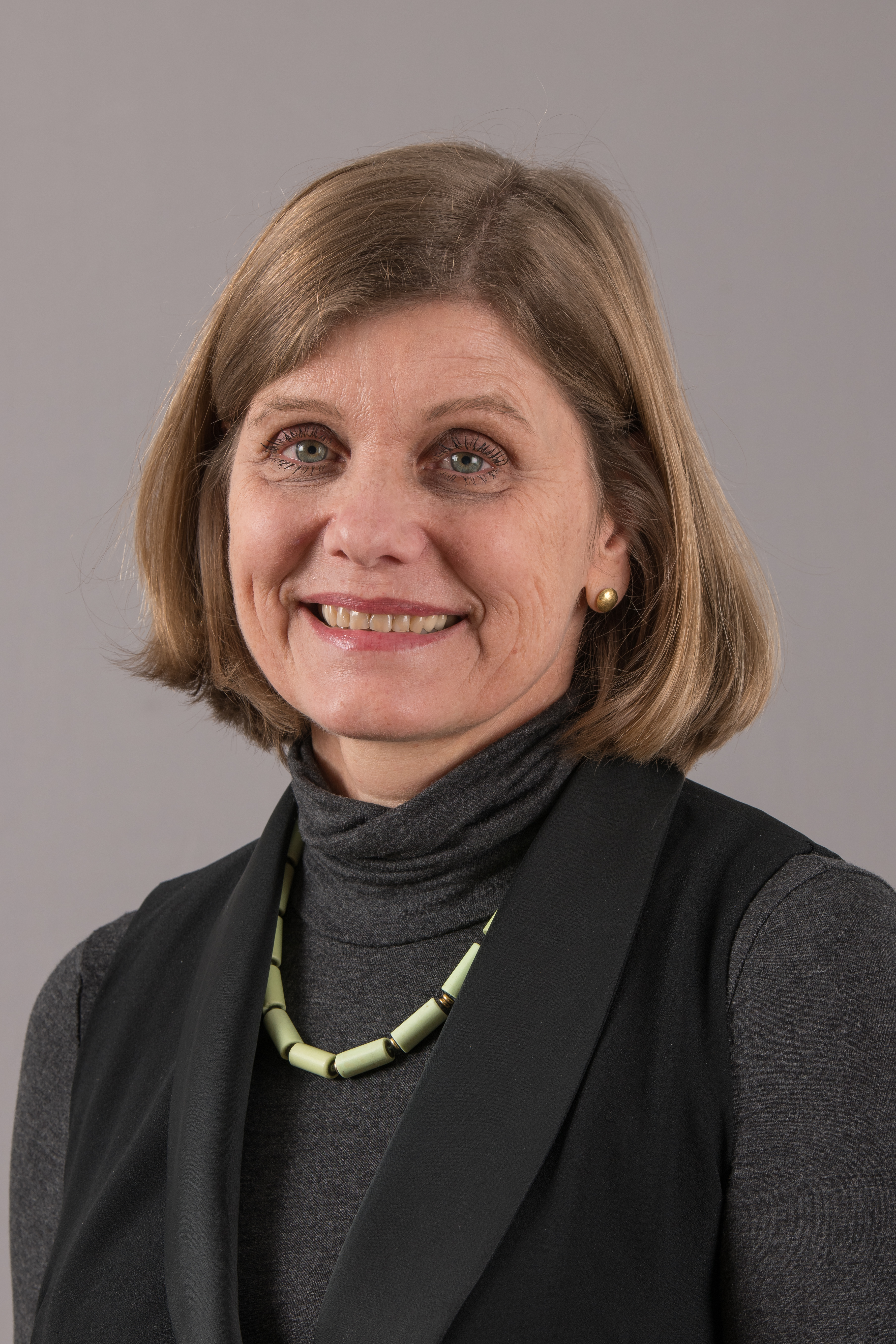
Barbara Schöbi-Fink (2017)

Barbara Schöbi-Fink (* 12. Jänner 1961 in Feldkirch; geborene Barbara Fink) ist eine österreichische Politikerin (ÖVP) sowie ehemalige Journalistin und Moderatorin. Schöbi-Fink ist seit 31. Jänner 2018 Mitglied der Vorarlberger Landesregierung. In der Landesregierung Wallner II war sie zunächst Landesrätin, in der Landesregierung Wallner III war sie ab 6. November 2019 Landesstatthalterin, also Stellvertreterin des Landeshauptmanns, und wurde schließlich in der Landesregierung Wallner IV am 6. November 2024 erneut Landesrätin.

## Ausbildung und Beruf
Barbara Schöbi-Fink wurde am 12. Jänner 1961 als Tochter von Hans und Hilde Fink in Feldkirch geboren. Sie besuchte die Volksschule sowie die Unterstufe des Gymnasiums in Feldkirch und absolvierte in den Jahren 1975 bis 1980 die HLW Sacré Coeur Riedenburg in Bregenz, wo sie im Jahr 1980 maturierte. 
Anschließend daran studierte sie Theologie und Germanistik auf Lehramt an den Universitäten Innsbruck und Graz. 1986 erfolgte die Sponsion an der Universität Innsbruck, 1991 promovierte Barbara Schöbi-Fink ebenfalls in Innsbruck in Germanistik zum Doktor philosophiae (Dr. phil.). Anschließend absolvierte sie ab 1991 eine Ausbildung zur Journalistin im ORF-Landesstudio Vorarlberg.
Beruflich war Schöbi-Fink direkt nach ihrem Studium von 1986 bis 1989 als Lehrerin an der Höheren Lehranstalt für wirtschaftliche Berufe in Rankweil tätig. Von 1991 bis 1999 arbeitete sie als Mitarbeiterin des aktuellen Dienstes beim ORF Vorarlberg. Unter anderem moderierte sie Vorarlberg heute.

## Politischer Werdegang
Ab dem Jahr 2000 war Barbara Schöbi-Fink hauptamtlich in der Feldkircher Stadtpolitik tätig. Zunächst war sie ab 2000 Stadträtin für Soziales und Wohnen und übernahm 2010 die Ressorts Kultur, Bildung, Musikschule, Integration, Archiv, Bibliothek und Büchereien. Im Anschluss an die Gemeindevertretungswahl 2015 wurde Barbara Schöbi-Fink am 9. April 2015 von der Stadtvertretung ihrer Heimatstadt Feldkirch zur Vizebürgermeisterin gewählt. 
Als solche war sie für die Ressorts Kindergärten und Kinderbetreuung, Schulen, Bildung und Musikschulen zuständig. Ihre Funktionen in der Feldkircher Stadtpolitik legte Schöbi-Fink mit dem Eintritt in die Landesregierung im Jahr 2018 zurück.
Bei der Landtagswahl in Vorarlberg 2014 kandidierte Barbara Schöbi-Fink im Wahlbezirk Feldkirch für die Vorarlberger Volkspartei. Nach der Wahl wurde sie am 5. November 2014 als Nachrückerkandidatin für Landeshauptmann Markus Wallner als Abgeordnete im Vorarlberger Landtag angelobt.
Dort übernahm sie in der 30. Legislaturperiode des Landtags im ÖVP-Landtagsklub die Funktion der Bereichssprecherin für die Themen Bildung und Kindergarten.
Am 10. Jänner 2018 wurde von der ÖVP Vorarlberg bekannt gegeben, dass Barbara Schöbi-Fink als designierte Nachfolgerin von Bernadette Mennel dieser in der Landtagssitzung am 31. Jänner als Bildungslandesrätin in die Vorarlberger Landesregierung nachfolgen soll. Sie übernahm daher mit 31. Jänner 2018 die Funktion als Landesrätin für Gesetzgebung, Bildung, Schule, Kindergärten, Schülertagesbetreuung, Wissenschaft und Weiterbildung sowie Sport in der Landesregierung Wallner II. Nach der Landtagswahl in Vorarlberg 2019 wurde Barbara Schöbi-Fink als neue Landesstatthalterin und damit als erste Frau im Amt der Landeshauptmann-Stellvertreterin in Vorarlberg nominiert. Vom Vorarlberger Landtag wurde sie in der konstituierenden Sitzung der 31. Legislaturperiode als Landesstatthalterin gewählt. 
Nachdem die ÖVP bei der Landtagswahl in Vorarlberg 2024 Stimmen- und Mandatsverluste hinnehmen musste, ging der Posten des Landesstatthalters in der danach gebildeten Schwarz-Blauen Koalitionsregierung an den Parteiobmann des Regierungspartners Vorarlberger Freiheitliche, Christof Bitschi. Barbara Schöbi-Fink wurde von den Abgeordneten des Landtags der 32. Legislaturperiode in dessen konstituierender Sitzung am 6. November 2024 erneut zur Landesrätin gewählt.

## Privatleben
Schöbi-Fink ist verheiratet und Mutter von drei Kindern. Sie wohnt mit ihrer Familie in Feldkirch.